# 松本沙林毒氣事件
松本沙林事件（日语：松本サリン事件）是指發生於日本長野縣松本市的恐怖襲擊事件，日本警察廳稱為「松本市多起使用有毒物质谋杀事件（松本市内における毒物使用多数殺人事件）」。發動襲擊的是奧姆真理教。並於1994年到1995年，奧姆真理教教徒在教主麻原彰晃的指使下，策劃制造了多宗沙林毒氣事件。日本時間1994年6月27日黃昏至翌日6月28日9名兇徒於清晨在長野縣松本市北深的住宅街內散布沙林毒氣，導致8人死亡，660人受傷。。
根據東京地方裁判所綜合9名當日散布沙林的被告的證言，松本沙林事件發生前，奧姆真理教於長野縣松本市的教團被業主要求收回土地，雙方提出訴訟。原教主麻原彰晃自知官司勝算不高，因而指使信徒對長野地方裁判所松本分部的法官和團部周圍的居民下毒手，到松本市內散布毒氣。麻原彰晃則一直否認與事件有關。

## 冤案
附近居民河野義行是事件中第一名報案者，一度被日本警方視為頭號嫌疑犯。長野縣警察於其住所內搜出少量農藥（殺螟硫磷）及底片顯像劑（氰化钾、氰化銀），更使嫌疑加深（後來警察科學調査証實這些農藥無法製造沙林）。大眾傳播及警方情報外泄令河野義行幾乎被認定為犯人。直至翌年東京地鐵沙林毒氣事件，發現兩次事件主謀均為奧姆真理教。河野義行無罪。事後，當時日本國家公安委員會委員長野中廣務代表長野縣警察公開道歉。

## 判決
其中7名受害者的8名家屬代表1995年8月聯名控告奧姆真理教，並索賠5億4500萬日圓。由於法院1996年12月決定先受理對麻原彰晃的刑事訴訟，松本沙林毒氣事件的索賠訴訟因此中斷了3年10個月。2000年10月，松本沙林事件賠償訴訟重新被受理。東京地方法院最終作出的判決賠償總額為4億6700萬日圓，其中的1億日圓由策劃實施松本沙林事件的9名被告支付。